# Мониторы типа «Циклоп»
Мониторы типа «Циклоп» (англ. Cyclop class monitors), также броненосцы береговой обороны типа «Циклоп» — серия британских броненосцев периода 1870-х годов. Создание проекта было вызвано паникой 1870 года перед возможным вступлением Великобритании в войну, и новые броненосцы предполагались средством защиты гаваней в условиях, где не могли действовать полноразмерные броненосцы. Для экономии средств и времени, для строительства был выбран модифицированный проект мониторов типа «Цербер». В 1870 году были заложены четыре монитора типа «Циклоп», но несмотря на то, что они были формально приняты в состав флота уже в 1872 году, после снижения остроты военной угрозы их дальнейшая достройка значительно замедлилась и окончательно они были завершены только в 1874—1877 годах. Силовая установка — 2 2-цилиндровые компаундные паровые машины типа «Джон Элдер». Большую часть своей службы мониторы типа «Циклоп» провели в резерве, вплоть до своего окончательного вывода из состава флота в 1901 и продажи на слом в 1903 году.

## Представители
| Название         | Верфь               | Закладка         | Спуск на воду    | Вступление в строй | Судьба                |
| ---------------- | ------------------- | ---------------- | ---------------- | ------------------ | --------------------- |
| «Циклоп» Cyclops | Portsmouth Dockyard | 10 сентября 1870 | 18 июля 1871     | 4 мая 1877         | продан на слом в 1903 |
| «Горгона» Gorgon | Portsmouth Dockyard | 5 сентября 1870  | 14 октября 1871  | 19 марта 1874      | продан на слом в 1903 |
| «Геката» Hecate  | Portsmouth Dockyard | 5 сентября 1870  | 30 сентября 1871 | 24 мая 1877        | продан на слом в 1903 |
| «Гидра» Hydra    | Portsmouth Dockyard | 5 сентября 1870  | 28 декабря 1871  | 31 мая 1876        | продан на слом в 1903 |

## Оценка проекта
Из-за низких мореходных качеств, позволявших им безопасно совершать даже прибрежные переходы между портами только в хорошую погоду, мониторы типа «Циклоп» считались на флоте крайне неудачными кораблями, не соответствующими даже тем ограниченным задачам, которые были поставлены перед ними. Недостаточная остойчивость кораблей была частично исправлена расширением бруствера кораблей, запланированным ещё в ходе постройки, но утверждённым и осуществлённым только в 1886—1889 годах. После вступления в строй, корабли не были распределены между портами для их обороны, как предполагалось, а сведены в Эскадре специальной службы, где использовались для различных вспомогательных задач. Большую часть своей службы мониторы типа «Циклоп» провели в резерве, вплоть до своего окончательного вывода из состава флота в 1901 и продажи на слом в 1903 году.